# Coaña
Coaña – gmina w Hiszpanii, w prowincji Asturia, w Asturii, o powierzchni 65,8 km². W 2011 roku gmina liczyła 3462 mieszkańców.